# Thunersee-Beatenberg-Bahn

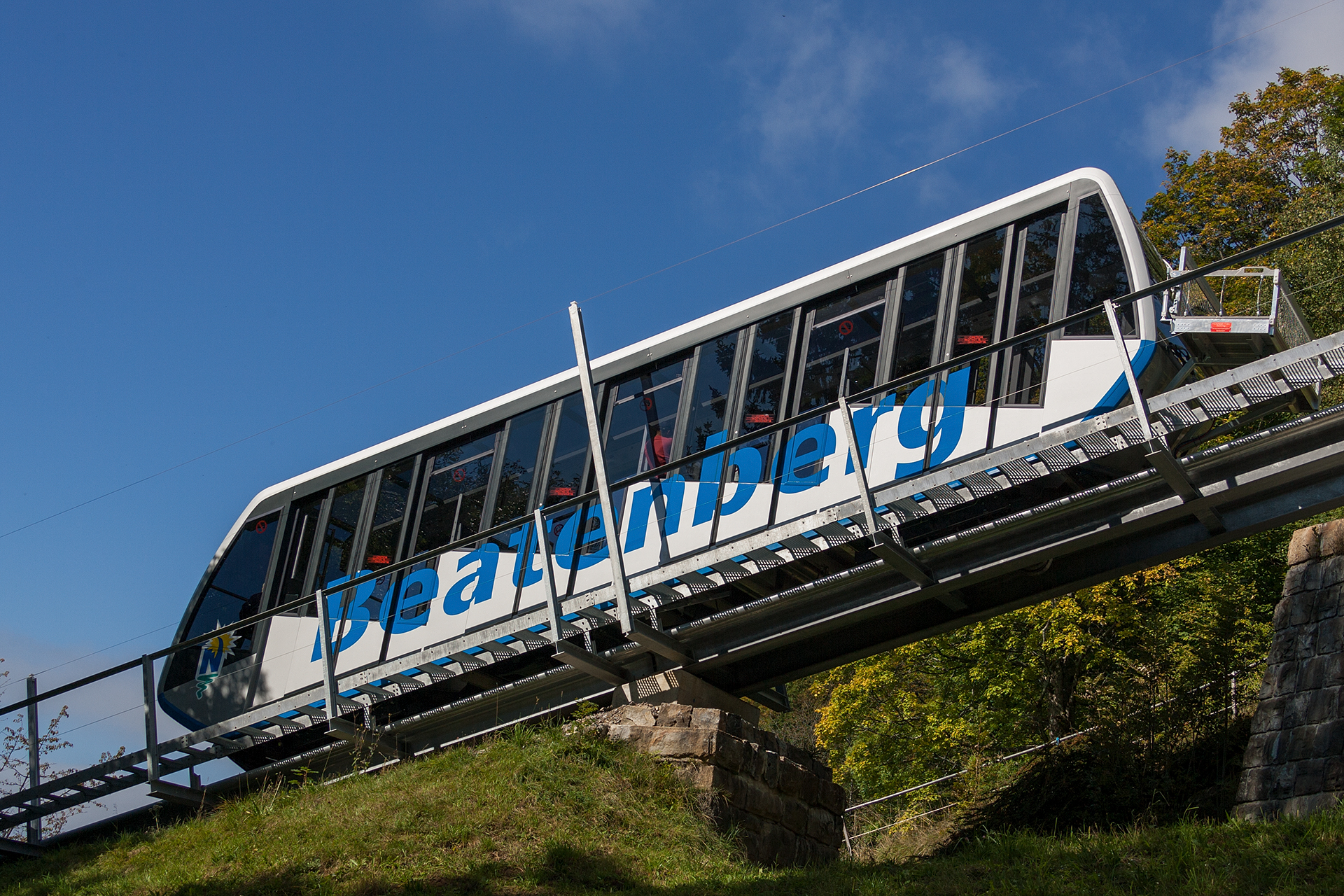
Wagen der Thunersee-Beatenberg-Bahn im Jahr 2005

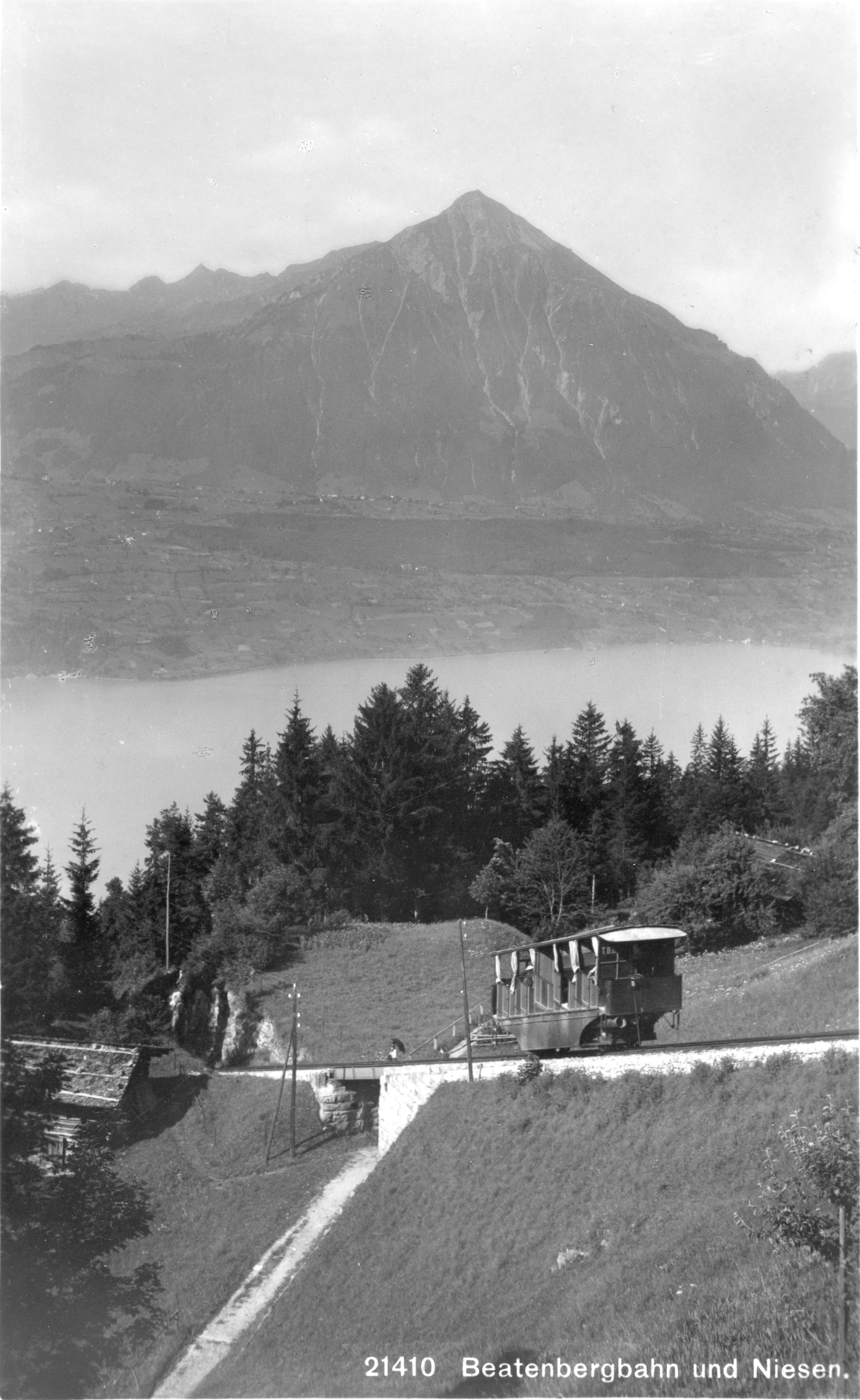
Wagen der Beatenbergbahn vor dem Niesen auf einer Postkarte von 1933.

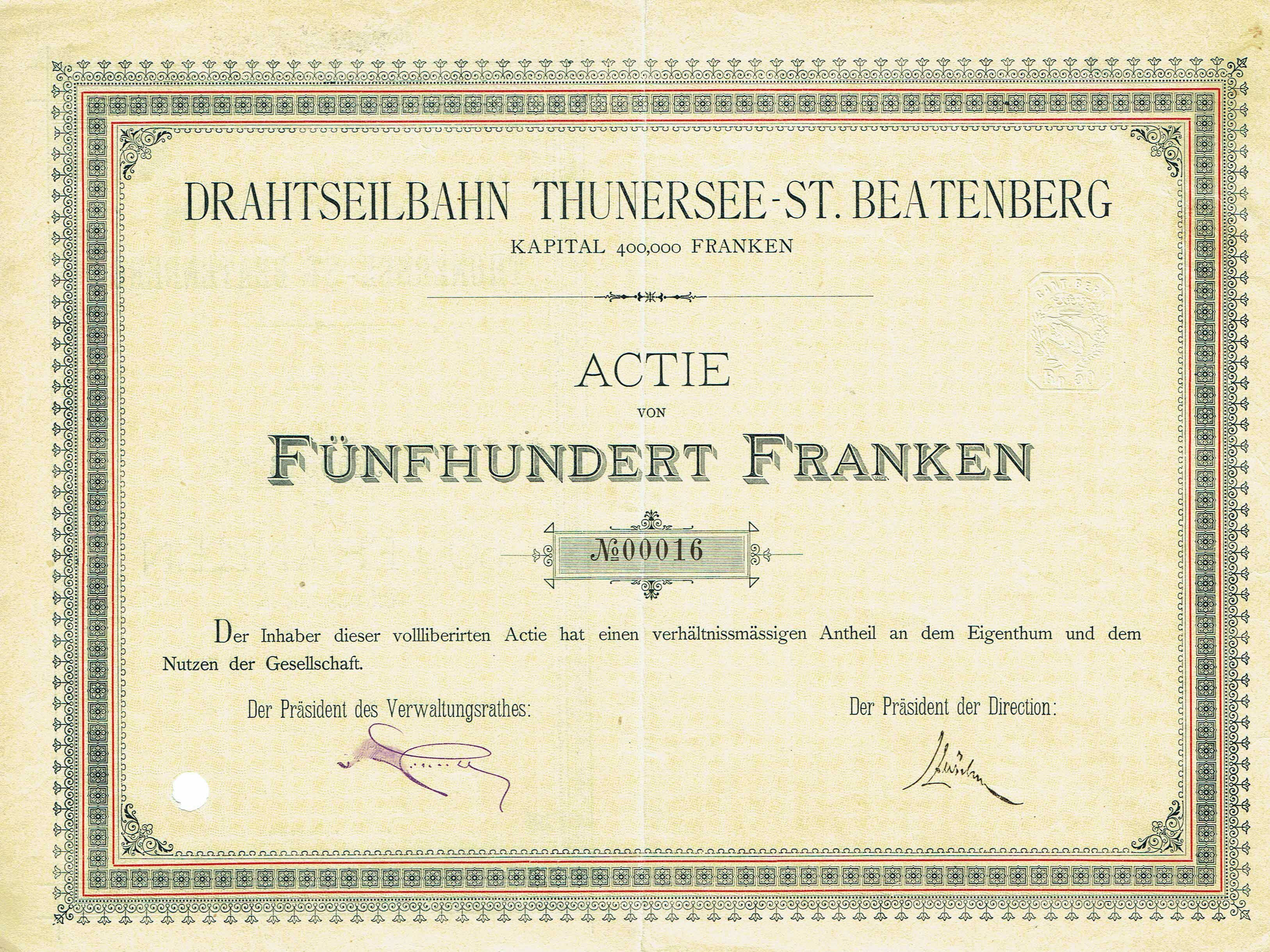
Gründeraktie über 500 Franken der Drahtseilbahn Thunersee-St. Beatenberg von 1889

Die Thunersee-Beatenberg-Bahn ist eine Standseilbahn im Kanton Bern, die von der Beatenbucht am Thunersee zu dem oberhalb des Sees gelegenen Dorf Beatenberg führt. Sie wurde am 21. Juni 1889 eröffnet.
Sie ist nun als eingleisige Anlage mit Mittelausweiche aufgebaut. Bei Betriebseröffnung war es noch eine dreischienige Anlage mit Mittelausweiche und Bremszahnrad. Sie besitzt einen Tunnel mit einer Länge von 67 Metern.

## Technische Daten
- Unternehmen: TBB (Thunersee-Beatenberg-Bahn)
- Talstation:  561 m ü. M.
- Ausweichstelle: Koordinaten: 46° 41′ 9,5″ N, 7° 45′ 27,6″ O; CH1903: 624406 / 170576
- Bergstation:  1121 m ü. M.
- Länge: 1706 m (Fahrlänge 1695 m)
- Höhendifferenz: 553 m
- Steigung: 28–40 %
- Spurweite: 1 Meter

## Geschichte
| Fahrplanfeld: | 2355 (früher 1355)  |                                                  |              |
| Spurweite: | 1000 mm (Meterspur) |                                                  |              |
| Maximale Neigung: | 400 ‰               |                                                  |              |
| |                     |                                                  |              |
| \| \| \| Beatenbucht (See) Schiffländte Thunersee (BLSSF) \| \| \| \| 0 \| Beatenbucht (Beatenbergbahn) \| 561 m ü. M. \| \| \| \| \| \| \| \| \| Ausweichstelle \| \| \| \| \| Birchi \| 1000 m ü. M. \| \| \| \| Beatenberg Anschluss Niederhornbahn \| 1121 m ü. M. \| \| \| \| Niederhorn \| 1963 m ü. M. \| |                     |                                                  |              |
| |                     | Beatenbucht (See) Schiffländte Thunersee (BLSSF) |              |
| Kopfbahnhof Streckenanfang | 0                   | Beatenbucht (Beatenbergbahn)                     | 561 m ü. M.  |
| Strecke |                     |                                                  |              |
| |                     | Ausweichstelle                                   |              |
| Haltepunkt / Haltestelle |                     | Birchi                                           | 1000 m ü. M. |
| Kopfbahnhof Streckenende |                     | Beatenberg Anschluss Niederhornbahn              | 1121 m ü. M. |
| |                     | Niederhorn                                       | 1963 m ü. M. |

Die am 21. Juni 1889 erbaute Bahn wurde anfänglich mit Wasserballast und Bremszahnrad nach System Riggenbach und nur im Sommer betrieben. Im Jahre 1911 wurde die Anlage umgebaut, das Bremszahnrad ausgebaut und die Gleisanlagen mit einer Abtschen Weiche versehen. Seither besitzt die Beatenbergbahn auch einen elektrischen Antrieb und kann ganzjährig verkehren. Die aus der Anfangszeit stammenden Wagenkästen wurden 1953 durch solche aus Aluminium ersetzt. Im Jahre 1967 wurde der elektrische Antrieb erneuert.
Am 2. Juli 2005 konnte die umfassend sanierte Bahn mit den neuen Panoramawagen wieder in Betrieb genommen werden. Die beiden Wagen verkehren nun ohne Personal, dies ist nun nur noch in den Stationen nötig. Der Takt beträgt nun 20 Minuten gegenüber früher 30 Minuten. Die Regionalkonferenz Oberland-Ost sieht in ihrem Bericht für den Fahrplan 2027–2030 vor, den 20-Minuten-Takt zum Viertelstundentakt zu erhöhen, was aufgrund der gleichen Taktung bessere Anschlüsse an die STI Bus-Linie 21, der PostAuto Linie 101, sowie der Niederhornbahn mit sich bringen wird.
2014 fusionierte die Bahn mit der Gruppenumlaufbahn Beatenberg-Niederhorn zur Niederhornbahn.
Die Talstation wird von der Buslinie 21 der Verkehrsbetriebe STI bedient, diese wiederum ersetzte den zwischen 1952 und 1982 verkehrenden Trolleybus Thun–Beatenbucht. Von 1913 bis 1952 fuhr auf dem Abschnitt die Strassenbahn Steffisburg–Thun–Interlaken, die seit 1939 an der Beatenbucht endete. Heute fährt die Linie 21 Von Steffisburg über Thun, Beatenbucht bis nach Interlaken West & Ost.